# NXT UK Women's Championship

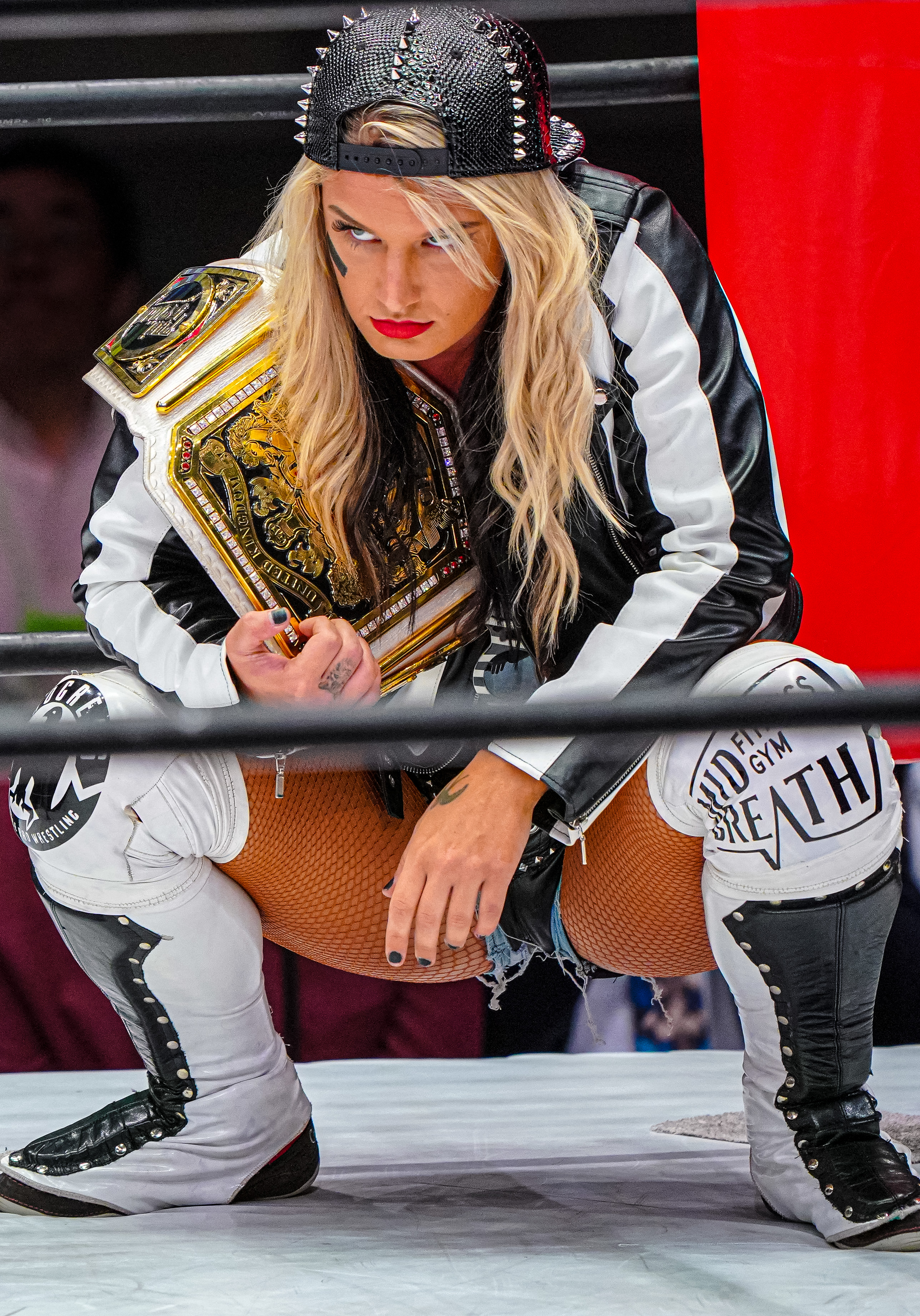
Toni Storm con la cintura

L'NXT UK Women's Championship è stato un titolo di wrestling femminile di proprietà della WWE ed esclusivo del roster  di NXT UK.
Annunciato il 18 giugno 2018, il titolo fu il massimo riconoscimento della divisione femminile del programma televisivo del WWE Network prodotto nel Regno Unito e venne assegnato il 26 agosto 2018 al termine di un torneo a otto donne che vide vincitrice Rhea Ripley su Toni Storm. Il titolo venne poi unificato con l'NXT Women's Championship il 4 settembre 2022 dopo che Mandy Rose (NXT Women's Champion) sconfisse Meiko Satomura (NXT UK Women's Champion) in un Triple Threat match che comprendeva anche Blair Davenport.

## Storia

La placca centrale del titolo vede lo stesso simbolo dello stemma reale del Regno Unito

Durante la prima notte dello United Kingdom Championship Tournament il 18 giugno 2018 vennero annunciati sia l'NXT United Kingdom Women's Championship sia l'NXT UK Tag Team Championship per NXT UK. Il 25 agosto seguente venne rivelato il design della cintura e il giorno dopo Rhea Ripley venne incoronata prima campionessa dopo aver sconfitto Toni Storm nella finale di un torneo a otto donne indetto per l'assegnazione del titolo.
Il 4 settembre 2022 il titolo venne unificato con l'NXT Women's Championship a NXT Worlds Collide con Mandy Rose (NXT Women's Champion) che prevalse su Meiko Satomura (NXT UK Women's Champion) in un Triple Threat match che comprendeva anche Blair Davenport, con il titolo femminile del Regno Unito che venne dunque ritirato.

### Cintura
La struttura della cintura che rappresentava il titolo era identica a quella dell'NXT United Kingdom Championship. La principale differenza stava nel colore della cintura, che era bianca. La placca centrale presentava il simbolo dello stemma reale del Regno Unito ed era inoltre presente la scritta "United Kingdom Women's Champion" al di sotto di esso.

## Albo d'oro
| # | Campionessa    | Regno | Data             | Giorni | Località         | Evento                     | Note | Fonti |
| - | -------------- | ----- | ---------------- | ------ | ---------------- | -------------------------- | --- | ----- |
| 1 | Rhea Ripley    | 1     | 26 agosto 2018   | 139    | Birmingham       | NXT UK                     | Rhea sconfisse Toni Storm nella finale del torneo per l'assegnazione del titolo. In onda il 28 novembre 2018.                            | [ 2 ] |
| 2 | Toni Storm     | 1     | 12 gennaio 2019  | 231    | Blackpool        | NXT UK TakeOver: Blackpool | | [ 3 ] |
| 3 | Kay Lee Ray    | 1     | 31 agosto 2019   | 649    | Cardiff          | NXT UK TakeOver: Cardiff   | | [ 4 ] |
| 4 | Meiko Satomura | 1     | 10 giugno 2021   | 451    | Londra           | NXT UK                     | La data effettiva dell'evento non è nota, e la WWE la riconosce come il 10 giugno 2021, data in cui si svolse la puntata.                | [ 5 ] |
| — | Unificato      | —     | 4 settembre 2022 | —      | Orlando, Florida | NXT Worlds Collide         | Unificato con l'NXT Women's Championship dopo la vittoria di Mandy Rose in un triple threat match che comprendeva anche Blair Davenport. | [ 1 ] |